# Dresdner Interregnum 1991
Dresdner Interregnum 1991 – Ein Poem (Interregnum, lat. für „Zwischenregierung“) ist ein deutscher Dokumentarfilm von Werner Kohlert, der zwischen 1990 und 1991 in Dresden gedreht wurde. Die Premiere fand 2009 im Dresdner Programmkino Ost statt.

## Inhalt

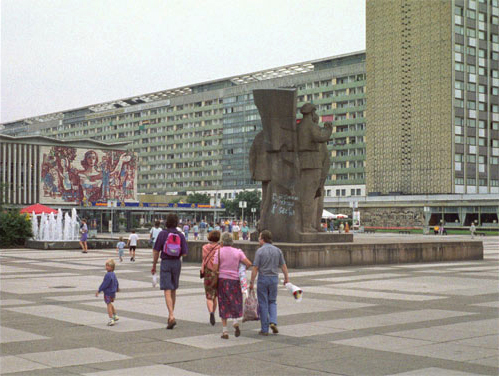
Im Film noch zu sehen:
Das Lenindenkmal auf dem Leninplatz (heute Wiener Platz)

Der Dokumentarfilm zeigt Ansichten der Stadt Dresden kurz nach der Wende. Neben Sehenswürdigkeiten der Stadt wurden „Ecken, Straßen […] und Banalitäten einer Stadt, wie sie sich kurz nach dem Umbruch aufrappelt“, aufgenommen. Neben der Ruine der Frauenkirche zeigt der Film heute fast vergessene Aspekte der Stadt, so die damals nahezu verfallene Dresdner Neustadt und das Lenindenkmal am Leninplatz.

## Entstehung
Zwischen Wende und Wiedervereinigung bekam der Filmemacher Werner Kohlert (* 1939) im Jahr 1990 von der Stadt Dresden den Auftrag, Dresden zu dokumentieren. Er erhielt hierfür von der Firma Agfa 6000 Meter 35-mm-Film zur Verfügung gestellt. Kohlert war während der Dreharbeiten zu Fuß und mit öffentlichen Verkehrsmitteln unterwegs. Er trug dabei eine Filmkamera (ARRIFLEX 35 II), ein Holzstativ, schwere Filmrollen und noch schwerere Motorradbatterien. Ein Tonaufnahmegerät mitzunehmen überstieg die Möglichkeiten.
Das Material sollte nach Meinung des Regisseurs ‚lagern, reifen‘. Erst nach 19 Jahren wertete er die entstandenen 3,5 Stunden Film aus und erstellte ein Drehbuch sowie ein komplett gezeichnetes Storyboard. Mit dem Schnitt- und Tonmeister Olaf Frackmann setzte er die Bilder zu einem einstündigen Film zusammen. Der Film wurde mit Passagen aus dem Gedichtband „Die Blumen des Bösen“ von Charles Baudelaire und Musik von Olivier Messiaen unterlegt. Das Filmnegativ wurde hochauflösend abgetastet. Da die Filmarbeiten ohne Ton stattgefunden hatten, wurden Geräusche von Originalfahrzeugen wie Trabants, Wartburgs, LKWs oder alten Straßenbahnen mit extra angemieteten Fahrzeugen nachproduziert.

## Zitate
„Als ich jetzt meine Filmaufnahmen von damals sah, war ich erschrocken und deprimiert. Ich hatte fast vergessen, wie und wo wir gelebt haben. Es verschlug mir die Sprache.“

## Kritik
„Allemal aber ist der Film eine bewegende Reise in die Vergangenheit für Alteingesessene sowie ein selten gewordenes, geöffnetes Fenster mit Blick zurück für all jene, denen der Zustand dieser schönen Stadt zu DDR-Zeiten nicht geläufig ist.“

„Dieser Film ist wie ein guter Wein. 19 Jahre lang musste das Material lagern – bis es reif war für sein Publikum, und bis sein Publikum reif war für diesen Film.“

## Wirkung
„Seit dem 17. Dezember 2009 wird der Film in Dresden im Kino gezeigt und ist fast immer ausverkauft, bis Ende Februar 2010 über 8.000 Besucher. Inzwischen formieren sich öffentliche Foren unter anderem mit Stadtplanern.“